# 293 v.Chr.
Het jaar 293 v.Chr. is een jaartal volgens de christelijke jaartelling.

## Gebeurtenissen

### Italië
- Lucius Papirius Cursor II en Spurius Carvilius Maximus zijn consul in het Imperium Romanum.
- Lucius Papirius Cursor II verslaat in Campania de Samnieten in de slag bij Aquilonia en verovert de stad Duronia.
- Lucius Papirius Cursor II houdt een triomftocht in Rome en laat de Tempel van Quirinus bouwen.
- In Rome heerst de pest, de verering van Asclepius (god van de genezing) wordt geïntroduceerd.

### Griekenland
- Demetrius Poliorcetes onderdrukt een opstand in Boeotië en Thessalië.
- Demetrius Poliorcetes sticht Demetrias op de plaats van de oudere stad Pagasae.

## Overleden
- Chandragupta Maurya (~340 v.Chr. - ~293 v.Chr.), Indische keizer van het Mauryarijk (47)